# Omkring Ballerupliniens Indvielse
|  | Denne artikel er oprettet af botten Steenthbot ud fra en ekstern database. Den kan derfor have sproglige fejl eller mangler. Denne skabelon kan fjernes efter kontrol af indholdet. |

Omkring Ballerupliniens Indvielse er en dansk dokumentarisk optagelse fra 1949.

## Handling
DSB-film: Lørdag d. 14. maj 1949 indvies DSBs nye S-togslinie fra Vanløse til Ballerup med de nye S-togsstationer Jyllingevej, Islev, Husum, Herlev, Skovlunde og Ballerup. Sognerådsformand Ove Hansen holder tale på Ballerup St. ligesom trafikminister Carl Petersen.